# バック・トゥ・ザ・フューチャー
『バック・トゥ・ザ・フューチャー』（原題: Back to the Future）は、1985年のアメリカのSF映画。監督のロバート・ゼメキスがボブ・ゲイルと共に脚本を作成し、マイケル・J・フォックス、クリストファー・ロイド、リー・トンプソン、クリスピン・グローヴァー、トーマス・F・ウィルソンらが出演する。
1985年7月3日にユニバーサル・ピクチャーズにより公開され、高い評価を受けた。3億8,110万ドルの収益を上げ、1985年の全世界における最高の興行収入を記録した。批評家からは、ストーリー、コメディ、キャスト（特にフォックス、ロイド、トンプソン、グローバー）などが高く評価された。複数の賞にノミネートされ、アカデミー賞、サターン賞、ヒューゴー賞を受賞した。また、主題歌であるヒューイ・ルイス&ザ・ニュースの「The Power of Love」は、世界的に大きな成功を収めた。現在では1980年代の最高傑作の一つ、SF映画の最高傑作の一つ、そして現代において史上最高の映画の一つとされている。2007年には、アメリカ議会図書館がアメリカ国立フィルム登録簿に登録された。
その後、『バック・トゥ・ザ・フューチャー PART2』（1989年）と『バック・トゥ・ザ・フューチャー PART3』（1990年）の2つの続編が製作された。

## ストーリー

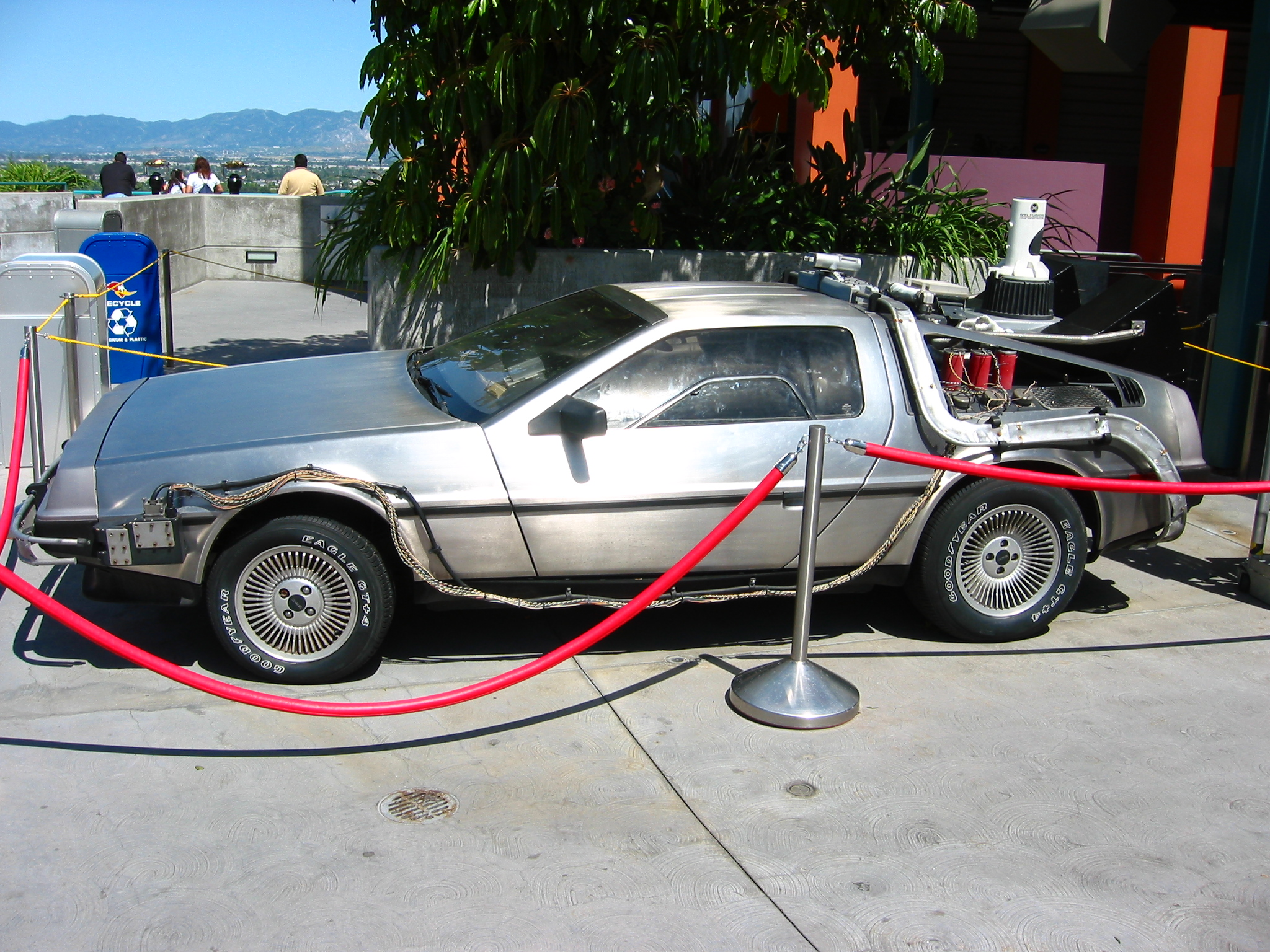
デロリアン・DMC-12

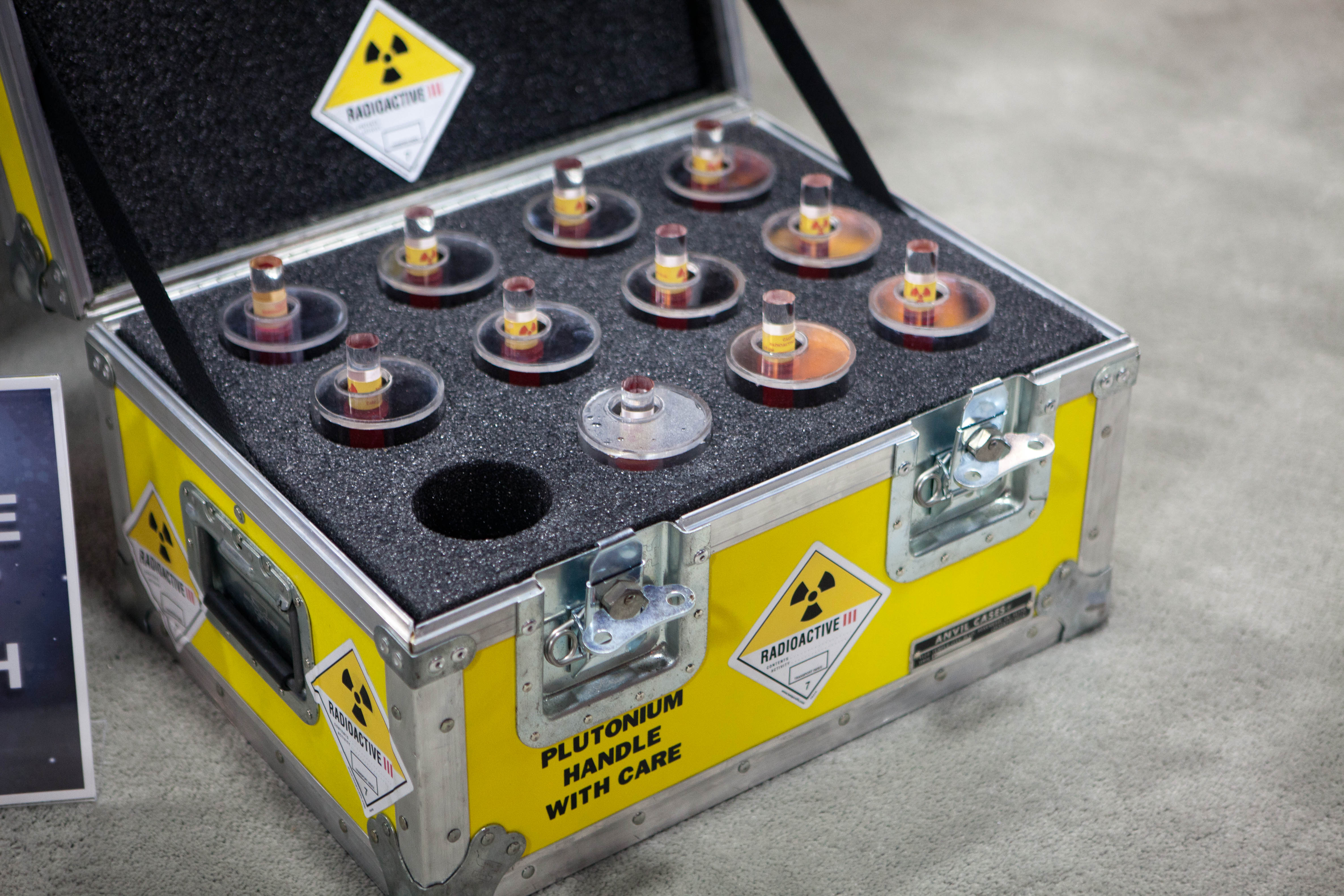
プルトニウムの収納ケース

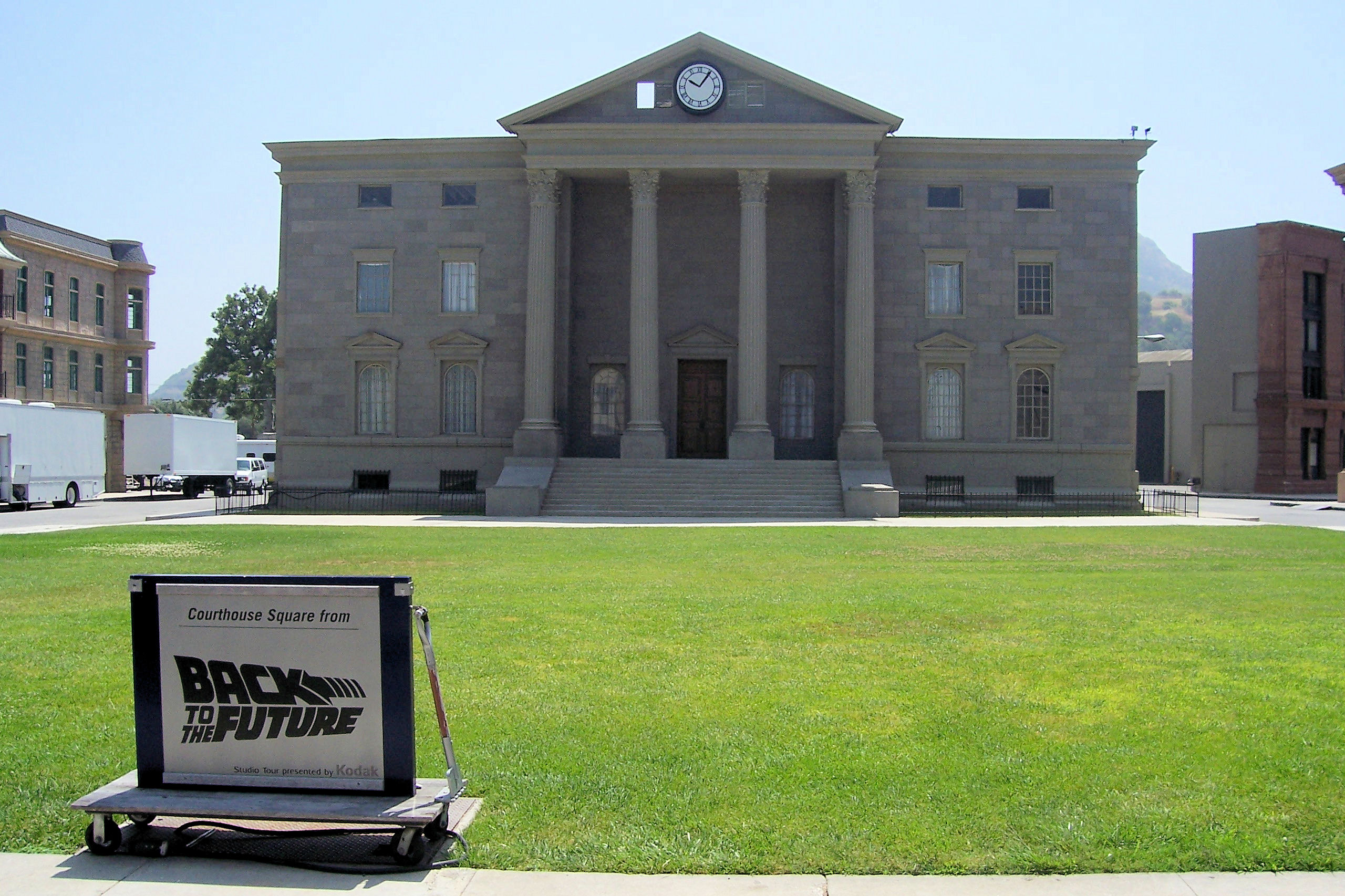
ヒルバレー裁判所の時計台

1985年のカリフォルニア州ヒルバレー（架空の都市）に住む、ロックとダイエットペプシ（ペプシ）とスケボーが大好きで、トヨタ・ピックアップに憧れる高校生マーティ・マクフライは、冴えない家庭の事情やなかなか上手く行かないバンドマンへの夢に押し潰されそうになりながらも、それなりに普通の人生を過ごしていた。
ある日、科学者であり歳の離れた親友でもあるエメット・ブラウン博士（通称：ドク）から、長年の宿願だったタイムマシンがついに完成したことを聞かされ、成り行きで彼の実験を手伝うことになる。深夜のショッピングモール「ツイン・パインズ・モール」の駐車場で、スポーツタイプの乗用車デロリアン・DMC-12を改造してドクが開発したタイムマシンの実験を10月26日1時20分に行う。
ドクの愛犬であるアインシュタインを乗せたデロリアンを1分後の1時21分にタイムトラベルさせる実験は無事成功したが、タイムマシンの肝である次元転移装置の燃料として用いるプルトニウムを調達するためにドクが騙したリビアの過激派の襲撃に遭い、ドクはAK47の凶弾に倒れてしまう。同じく命を狙われたマーティはとっさにタイムマシンに乗ってモールの駐車場内を逃走するが、シフトレバーを動かす際にひじで次元転移装置のスイッチを入れてしまったため、図らずも30年前の1955年11月5日にタイムスリップしてしまった。
1985年に戻ろうとするマーティだったが、プルトニウムを使い果たしてしまったため、タイムスリップすることができなくなっていた。そこでマーティは1955年のドクと会い、未来に帰る手助けをしてもらうことを思いつく。最初は疑念の目を向けるドクだったが、マーティが持っていたJVC製ビデオカメラに残っていたタイムトラベル理論を思いついたきっかけなど、当時の自分しか知らないはずの事情をマーティが知っていたことから、彼を信じて協力する。しかし、1955年に容易にプルトニウムなど手に入るはずもないことをドクから聞かされ途方に暮れていた最中、1955年11月12日22時4分にヒルバレー裁判所の時計台に落ちる予定の雷（マーティがたまたま1985年から持ってきたチラシに書かれていた）が発生させる電力を利用し、タイムマシンの次元転移装置を稼働させる算段を立てる。
しかし、もう1つ大きな問題が起きた。1955年はマーティの父ジョージと母ロレインが結婚のきっかけを得た年で、ロレインの父がジョージを車ではね、救護のため自宅に運び込まれたジョージにロレインが一目惚れしていたのだが、はねられそうになったジョージを助けたためにマーティがはねられてしまった。そのため運び込まれるのもマーティに入れ替わってしまい、若き母のロレインは未来の息子であるマーティに恋をしてしまう。
このままでは両親が結婚せずマーティが生まれなかったことになってしまい、存在が消滅してしまう危険をドクから示唆されたマーティはジョージとロレインを接近させるべく奮闘するが、ジョージの不甲斐なさや学校一の不良でロレインに片思いしているビフ・タネンとその子分の妨害もあり、なかなか上手く行かない。
1955年11月12日に行われたプロムで、臆病者のジョージがビフを退けてロレインとキスをする手助けをしたマーティは、辛うじて自身の消滅を免れ、時計台に落雷する22時4分ぎりぎりにタイムマシンに乗り込み、ドクの命がけの助力で1985年10月26日1時24分（ドクが銃撃される11分前）への帰還に成功する。
すぐに現場に駆けつけたマーティだったが、あと一歩及ばずドクはまたも過激派の銃撃を受けてしまった。その場に泣き崩れるマーティだったが、彼の目の前でドクはゆっくりと起き上がる。1955年から帰還する直前にマーティが残した手紙で、自分が銃撃される未来を知っていたドクは防弾対策を施していたのだった。ドクとの再会を喜んだ後に自宅に戻ったマーティは、朝になって自宅が裕福になっていたことに驚く。マーティの介入によって1955年11月12日にビフを倒したジョージは自信をつけて臆病な性格を改善し、夢であった小説家として大成していた。一方でビフは零細自動車整備業の名ばかり社長となり、ジョージに頭が上がらなくなっていた。
困惑するも冴えない家庭が立派になって喜んでいたマーティの目の前に、再びドクがデロリアンに乗って現れる。未来で重大なトラブルが起こったので、解決のために同行して欲しいという。マーティとその場に居合わせたガールフレンドのジェニファーを乗せ、未来の技術で改良されたデロリアンは、空を飛んで未来へと向かうのだった。

## キャスト
| 役名                     | 俳優                           | 日本語吹き替え | 日本語吹き替え | 日本語吹き替え | 日本語吹き替え    | 日本語吹き替え |
| 役名                     | 俳優                           | ソフト版       | テレビ朝日版   | フジテレビ版   | BSジャパン版      | 日本テレビ版   |
| ------------------------ | ------------------------------ | -------------- | -------------- | -------------- | ----------------- | -------------- |
| マーティ                 | マイケル・J・フォックス        | 山寺宏一       | 三ツ矢雄二     | 織田裕二       | 宮川一朗太        | 宮野真守       |
| ドク                     | クリストファー・ロイド         | 青野武         | 穂積隆信       | 三宅裕司       | 山寺宏一          | 山寺宏一       |
| ロレイン                 | リー・トンプソン               | 佐々木優子     | 高島雅羅       | 佐々木優子     | 小林沙苗          | 沢城みゆき     |
| ジョージ                 | クリスピン・グローヴァー       | 富山敬         | 古川登志夫     | 富山敬         | 加瀬康之          | 森川智之       |
| ビフ                     | トーマス・F・ウィルソン        | 谷口節         | 玄田哲章       | 島香裕         | 新垣樽助          | 三宅健太       |
| ジェニファー             | クローディア・ウェルズ         | 勝生真沙子     | 佐々木優子     | 坂本千夏       | 白石涼子          | 瀬戸麻沙美     |
| デイヴ                   | マーク・マクルーア             | 星野充昭       | 幹本雄之       | 江原正士       | 佐藤せつじ        | 関智一         |
| リンダ                   | ウェンディ・ジョー・スパーバー | 亀井芳子       | 滝沢ロコ       | さとうあい     | 冠野智美          | 櫻庭有紗       |
| サム                     | ジョージ・ディセンゾ           | 池田勝         | 石森達幸       | 石森達幸       | 鈴木琢磨          | 河本邦弘       |
| ステラ                   | フランシス・リー・マッケイン   | 沢田敏子       | 浅井淑子       | 片岡富枝       | 小林優子          | 園崎未恵       |
| ストリックランド         | ジェームズ・トールカン         | 大木民夫       | 池田勝         | 筈見純         | 青山穣            | 浦山迅         |
| スキンヘッド             | J・J・コーエン                 | 古田信幸       | 二又一成       | 山口健         | 丸田光            | 柏野昌俊       |
| 3-D                      | ケイシー・シーマツコ           | 小形満         | 大塚芳忠       | 千田光男       | 松島昭浩          | 三好翼         |
| マッチ                   | ビリー・ゼイン                 | 小野健一       | 幹本雄之       | 広瀬正志       | 野沢聡            | 田中光         |
| マービン・ベリー         | ハリー・ウォーターズ・Jr       | 石丸博也       | 笹岡繁蔵       | 渡部猛         | あべそういち      | 伊藤健太郎     |
| ゴールディー・ウィルソン | ドナルド・フュリラブ           | 小室正幸       | 中尾隆聖       | 石丸博也       | 川田紳司          | 高木渉         |
| ロレインの友人           | リサ・フリーマン               |                | 佐々木優子     | さとうあい     | 永川友里          |                |
| ロレインの友人           | クリステン・カウフマン         |                | 片岡富枝       | 矢野陽子       |                   | 河村梨恵       |
| 寄付集めの女性           | エルザ・レイヴン               | 片岡富枝       | 矢野陽子       | 矢野陽子       | 野村須磨子        | 八百屋杏       |
| ピーボディ               | ウィル・ヘア                   | 田口昂         | 郷里大輔       | 筈見純         | 堀越富三郎        | ふくまつ進紗   |
| ピーボディの女房         | アイビー・ベスーン             | 片岡富枝       | 山田礼子       |                |                   | 小林さとみ     |
| ピーボディの息子         | ジェイソン・マリン             | 吉田美保       | 浪川大輔       | 坂本千夏       |                   |                |
| ルー                     | ノーマン・アルデン             | 加藤正之       | 上田敏也       | 亀井三郎       | 仲野裕            | 宝亀克寿       |
| ミルトン                 | ジェイソン・ハーヴェイ         | 亀井芳子       | 浪川大輔       | 坂本千夏       | 森千晃            | おまたかな     |
| 過激派の男               | リチャード・L・デュラン        | 秋元羊介       |                | 千田光男       |                   | 木内太郎       |
| 坊や                     | ジョニー・グリーン             | 滝沢ロコ       | 滝沢ロコ       | 坂本千夏       | 矢野亜沙美        | 櫻庭有紗       |
| レッド                   | ジョージ・フラワー             | 辻親八         | 亀井三郎       | 亀井三郎       | 仲野裕            | ふくまつ進紗   |
| 見物人                   | サチ・パーカー                 | 滝沢ロコ       | 山田礼子       | 矢野陽子       | 白石涼子          |                |
| ドラマー                 | デイビット・ハロルド・ブラウン | 辻親八         | 小室正幸       | 千田光男       | 中村章吾          | 関智一         |
| ラジオアナウンサー       | トニー・ポープ                 | 小野健一       | 大塚芳忠       | 千田光男       |                   | 菅谷大介       |
| ニュースキャスター       | デボラ・ハーマン               | 沢田敏子       | 山田礼子       | さとうあい     | 野一祐子          | 畑下由佳       |
| 教師                     | ヒューイ・ルイス               | 大塚明夫       | 郷里大輔       | 江原正士       | 仲野裕            | 河本邦弘       |
| 不明 その他              | N/A                            | N/A            | N/A            | N/A            | 伊東健人 村田太志 | N/A            |

- ソフト版：1980年代末期に機内上映用に制作。1990年8月1日発売のVHSに初収録。
  - 地上波テレビ初放送：2020年6月12日『金曜ロードSHOW!』[7]。
  - DVD以降の音声仕様は5.1chサラウンドとなっている。
  - キャスティングにはオーディションが行われた[8]。
  - Paramount+、WOWOWオンデマンドを除く各種配信にも使用。
- テレビ朝日版：初回放送1989年2月5日『日曜洋画劇場』※テレビ朝日開局30周年特別企画。
  - 2000年代まで、フジテレビ以外の局での放送に使用。
  - ファンからの人気も高く、2020年には異例となる劇場での初公開が行われたほか[9]、2025年の『バック・トゥ・ザ・フューチャーinコンサート』でもこの音源が使用される[10]。
  - Paramount+、WOWOWオンデマンドの配信にはこちらの吹替が使用されている。
- フジテレビ版：初回放送1990年4月7日『ゴールデン洋画劇場』
  - 主演の2人の名前（織田"裕二"と三宅"裕司"）にかけて、Ｗユージ版とも呼ばれる[11][12]。
  - 3回目の放送となる1997年の放送回を最後に再放送が行われておらず、BSジャパン版を制作した久保一郎は、2014年に「封印された幻の吹き替え」と証言している[11]。
- BSジャパン版：初回放送2014年8月8日『シネマクラッシュ金曜名画座』
  - 2018年6月27日、宮川の要望により新たに2ヶ所の台詞[注 2]を再収録したアップグレード版が放送された[13]。
- 日本テレビ版：初回放送2025年2月7日『金曜ロードショー』[14]

吹き替えは、いずれも本編ノーカットで制作。テレビ朝日版は、2008年発売の「思い出の復刻版」DVDに初収録され、以降のソフトにも収録。BSジャパン版は、2020年発売の「35th アニバーサリー・エディション　4K Ultra HD＋ブルーレイ」に上述の「アップグレード版」が収録されている。

## スタッフ
- 監督：ロバート・ゼメキス
- 製作総指揮：スティーヴン・スピルバーグ、キャスリーン・ケネディ、フランク・マーシャル
- 製作：ボブ・ゲイル、ニール・カントン
- 脚本：ロバート・ゼメキス、ボブ・ゲイル
- 音楽：アラン・シルヴェストリ
- 撮影：ディーン・カンディ
- 編集：ハリー・ケラミダス、アーサー・シュミット
- 主題歌：ヒューイ・ルイス&ザ・ニュース「パワー・オブ・ラヴ」
- SFX：インダストリアル・ライト&マジック
- SFXスーパーバイザー：ケン・ローストン

### 日本語版
- 字幕翻訳：戸田奈津子[15]

| 吹き替え       | ソフト版                   | テレビ朝日版   | フジテレビ版   | BSジャパン版      | 日本テレビ版        |
| -------------- | -------------------------- | -------------- | -------------- | ----------------- | ------------------- |
| 演出           | 伊達康将                   | 左近允洋       | 左近允洋       | 向山宏志          | 安江誠              |
| 翻訳           | 島伸三                     | たかしまちせこ | 額田やえ子     | たかしまちせこ    | 島伸三              |
| 調整           | 小野敦志                   | 飯塚秀保       | 飯塚秀保       | 重光秀樹          | 藤樫衛              |
| 効果           | リレーション               | 東上別符精 PAG |                | 桜井俊哉          | N/A                 |
| 録音           | N/A                        | N/A            | N/A            | N/A               | 木村結香            |
| 担当           | 岩渕昇                     | 吉田啓介       | 吉田啓介       | 別府憲治 宮地奈緒 |                     |
| プロデューサー |                            | 圓井一夫       | 山形淳二       | 遠藤幸子 久保一郎 | 向笠啓祐 越山理志   |
| 制作           | 東北新社                   | グロービジョン | グロービジョン | HALF H・P STUDIO  | グロービジョン      |
| 制作           | ユニバーサル・ピクチャーズ | テレビ朝日     | フジテレビ     | BSジャパン        | 北條伸樹 日本テレビ |

## 製作

### 構想
ボブ・ゲイルとロバート・ゼメキスは、1980年に『バック・トゥ・ザ・フューチャー』を構想した。彼らはタイムトラベルをテーマにした映画を開発したいと考えていたが、満足のいく物語を作るのに苦労しており、また、最近の作品が批評家や商業的に失敗したことで、成功するプロジェクトを必死に探していた。
ゲイルとゼメキスは1980年末に草稿を書き始めた。原案では、映像作家のブラウン教授がタイムマシンを作って、幼なじみのマーティを1950年代に送り、両親の初対面を邪魔するという設定になっていた。1980年9月、ゲイルとゼメキスはコロンビア ピクチャーズの社長フランク・プライスにアイデアを売り込んだ。プライスは『ユーズド・カー』を気に入っており、2人との仕事を熱望していた。ゲイルは、プライスの気が変わる前に、ゼメキスの情熱的な提案を抑えなければならなかったと振り返っている。ゲイルとゼメキスは、1981年2月21日にプライスのために第1稿を完成させた。プライスはそれを大幅に改良する必要があると考えていた。初期のコンセプトのいくつかは放棄された。当初、1955年への変更は1985年により大きな影響を与え、より未来的なものになったが、脚本を読んだすべての人がこのアイデアを嫌った。タイムマシンはトラックの荷台に乗せて移動させる静止した物体だった。ゲイルとゼメキスは、タイムマシンの生みの親を顔の見えない企業や政府ではなく、個人にすることを選んだ。2人は、主人公が個人的な利益を求めてはいけないので、タイムトラベルは事故でなければならないと考えていた。

### 企画
プライスは、第2稿を承認しないことを選択した。『アニマル・ハウス』（1978年）、『ポーキーズ』（1981年）、『初体験/リッジモント・ハイ』（1982年）など、当時最も成功したコメディ映画は性的で下品な要素を含んでいたが、『バック・トゥ・ザ・フューチャー』はそれに比べておとなしすぎると考えられた。このプロジェクトはターンアラウンド（他のスタジオがアイデアを購入するプロセス）に入った。理由としては、コンセプトが現代の反抗的な若者には魅力的でないこと、『ファイナル・カウントダウン』（1980年）や『バンデットQ』（1981年）といった他のタイムトラベル映画の失敗などが挙げられる。ウォルト・ディズニー・プロダクションは、マーティが未来の母親の誘いを断ることが、彼らのブランドにとってあまりにもきわどいことだと考えたため、このプロジェクトを拒否した。しかし、ゲイルとゼメキスは、これまでのコラボレーションが相対的に失敗したとみなされていたため、再び失敗すると、スピルバーグの友人だからこそ仕事を得られるという評判になることを恐れていた。
ゼメキスは次にオファーされた『ロマンシング・ストーン 秘宝の谷』（1984年）を引き受けることを選んだ。公開前の期待に反して、この映画は大きな成功を収め、ゼメキスは『バック・トゥ・ザ・フューチャー』に戻るための十分な信頼性を得た。ゼメキスはプロジェクトを支援しなかったスタジオを恨み、プライスが働いていたユニバーサル・スタジオに自らの製作会社アンブリン・エンターテインメントを設立していたスピルバーグに目をつけた。スピルバーグは『E.T.』を拒否したことからプライスを嫌い、『バック・トゥ・ザ・フューチャー』への関与を最小限にすることを要求した。シドニー・シャンバーグは、スタジオのプロジェクトへの投資を監督するためにチーフ・エグゼクティブに就任した。アンブリンのエグゼクティブであるキャスリーン・ケネディとフランク・マーシャルは、映画の製作総指揮としてスピルバーグに加わった。
しかし、『バック・トゥ・ザ・フューチャー』の権利はコロンビア映画に縛られたままだった。コロンビア映画のプライスの後継者であるガイ・マッケルウェインは、ユニバーサル所有のノワール映画『深夜の告白』（1944年）を風刺した『ビッグ・トラブル』（1986年）を開発していた。『深夜の告白』に似ているということは、ユニバーサル映画の著作権を侵害していることになる。製作が差し迫っていたため、マッケルウェインはプライスに権利を要求し、その代わりにプライスは『バック・トゥ・ザ・フューチャー』の権利を獲得した。
シャンバーグは、脚本にあった「ブラウン教授」という呼び名と母親の名前（当時はメグという名前だった）、チンパンジーだったドクのペットに加え、タイトルの『バック・トゥ・ザ・フューチャー』では観客の共感を得られないと考え、『冥王星から来た宇宙人』（Space Man from Pluto）に変更するなど、映画の修正を提案した。ゲイルとゼメキスは一部の要求を受け入れ、「教授」から「ドク」と呼び名を変更し、当てつけに母親の名前を彼の妻（スピルバーグの『ジョーズ』にも出演した女優のロレイン・ゲイリー）のロレインに変更、ペットも犬に変更した。しかしタイトルの変更は受け入れられず、シャンバーグの怒りを買うことなく提案を拒否する方法がわからなかった。そこで、スピルバーグが介入し、シャンバーグに次のような内容のメモを送った。「ハイ、シド、君の最高にユーモラスなメモをありがとう、みんな大笑いしたよ、これからもよろしくね」。スピルバーグは、シャンバーグが自分のメモが真剣に受け止められることを恥ずかしくて認めないことを知っていた。シャンバーグは後に、この話は「でたらめ」だと主張した。1984年7月までに第3稿が完成した。シャインバーグはそれっきりタイトルの話はしなかったというが、公開後、「あのタイトルだったら、もっとヒットしたはずだ」とゲイルに嘯いた。
当初のクライマックスは、核実験場に行き核爆発を利用してタイムスリップをする予定であったが、100万ドルの撮影費用が必要と試算され、予算の都合から断念された。その後、新しいアイディア（落雷のエネルギーを利用）を思いつき公開版のシーンになったが、結果として格段に良くなったと脚本を担当したボブ・ゲイルは語っている。

### 出演者交代
マーティ役は元々マイケル・J・フォックスが候補に挙げられていたが、当時フォックスはテレビドラマ『ファミリータイズ』のレギュラーを持っており、共演者が産休に入っていたためフォックスが番組を担っていた。そのため、映画との掛け持ちを許されなかった（『ファミリータイズ』のプロデューサーは優れた脚本に対し「彼にオファーしないでくれ。彼はこの映画を大変気に入るだろうが、出演はできないことは確実なので、私が彼に一生恨まれる」と言った）。彼へのオファーは断念され、スピルバーグはカナダのポップ・ロック歌手であるコリー・ハートに「スクリーンテストを受けにこないか」という依頼したが、これも断わられてしまった。代わりにエリック・ストルツが起用されたが、マーティ役がストルツに決まるまで時間がかかり何度も撮影延期され、ようやく撮影が開始される頃にはジェニファー役であるクローディア・ウェルズのスケジュールが合わなくなり、代わりのジェニファー役にメロラ・ハーディンが起用された。
しかしストルツはドクとの掛け合いでの違和感などの理由から撮影開始から6週間で降板させられ、再度『ファミリータイズ』のプロデューサーに掛け持ちを打診したところ「女優も復帰したから、マイケルが“イエス”と言えば出させてもいい。ただし、ドラマの撮影の方を優先する」との条件で了解が得られ、最終的にはフォックスに落ち着いた。さらに、ハーディンはフォックスよりも身長が高かったため、2人のバランスが合わないことが原因で降板、フォックスが撮影に合流する頃にはウェルズのスケジュールも再び合わせることが可能であったため、ウェルズがジェニファー役に復帰した。
なお、ストルツの映像部分は5週間で全体の3分の1ほどを撮り終えていたために映像が残っていたが、脚本のボブ・ゲイルはDVD版発売時のインタビュー（映画雑誌『プレミア日本版』2003年1月号掲載）で「もう過去のことだし、エリックにも自分達にも格好いいものではないから」との理由でDVDへの収録は見送っていた。しかし、2010年10月26日発売のブルーレイ版には、新たな映像特典としてその一部が収録されることとなった。
またビフ役には当初、ビフの手下であるスキンヘッド役のJ.J.コーエンが当てられていた。しかし、マーティ役に183cmのストルツが起用されたため、ストルツよりもさらに大きいトーマス・F・ウィルソンが起用された。その後、ストルツは降板し、163cmのフォックスがマーティ役となったが、ビフの役はそのままだったため、約30センチほどの身長差が生じる結果となった。ゲイルは「最初からマイケルに決まっていたらトーマスの起用はなかっただろう」と述べている。
トーマス・F・ウィルソンはストルツの解雇で撮影が中断していたとき、説明のためにゲイルに呼び出された。事情を知らなかったウィルソンはてっきり自分が解雇されるものだと思い込んでしまった。車でゲイルの元へ向かうときには「人生で最も長い時間だった」と回想している。
当時のフォックスは朝6時に起きてドラマの撮影、夜は映画の撮影で自宅に戻れたのは深夜2時を回っているのがザラだったという。そのため、撮影は深夜とドラマの撮影のない週末にかけて行われた。撮り直しのための追加の出演料や、スタッフへの深夜、休日出勤の手当を支払うこととなり、撮り直しの費用は300万ドルに上った。

### デロリアン（タイムマシン）

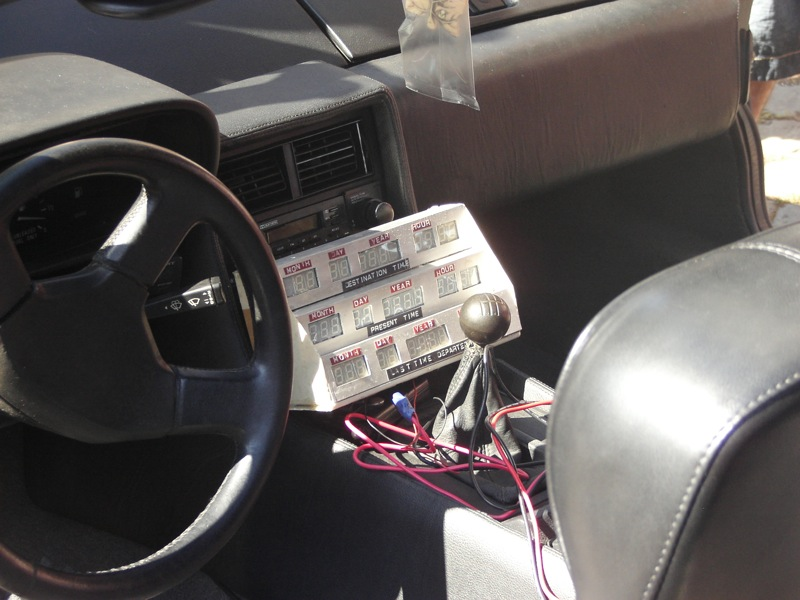
作品内に登場するデロリアン (タイムマシン)の車内にあるタイムサーキット

ドクことエメット・ブラウン博士が、アメリカのデロリアン社が発売したDMC-12を改造して開発したタイムマシンは、タイムトラベルの核となる次元転移装置（フラックス・キャパシター）を始めとする装置が車内にぎっしりと詰め込まれており、ボディもコードやホース類で囲まれている。リアハッチのガラス窓も取り払われ、原子炉やミスター・フュージョンなどといった、タイムトラベルに必要な莫大なエネルギーを賄う発電装置と、それに関わる様々な機器が所狭しと詰め込まれている。これらの配線・配管や内部機器・発電装置は、作品ごとに若干変化する。
VFXの登場前に作られた作品であるためCGは使われておらず、特殊撮影には光学合成が使われている。

### カメオ出演
主題歌『The Power of Love』を歌うヒューイ・ルイスが、序盤のオーディションのシーンで拡声器を持って「もういい、音が大きすぎる」と言う審査員役でカメオ出演している（ただしノンクレジット）。ヒューイは、「こんな姿がMTVに晒されたら僕はおしまいだ。映画に出て以来、落ちぶれたって言われるよ」と、ジョークを飛ばした。
なおこのときの「音が大きすぎる」は、ヒューイ自身が『We Are the World』のレコーディング時に、プロデューサーから「声が大きすぎる」と、注意を受けているメイキングビデオからのパロディである。

## 音楽
- マーティの下校時に選挙カーが走っている時に流れている曲は「ワシントン・ポスト」。
- マーティが1955年のヒルバレーに到着した時のBGMは、1954年にザ・コーデッツがリリースした「ミスター・サンドマン（英語版）」。作中登場するのは、同じ1954年にザ・フォー・エースズ（英語版）がカバーしたバージョンである。
- 魅惑の深海パーティーで指を負傷したギタリスト、マーヴィン・ベリーの代理としてマーティがギターを演奏し、その後のアンコールで「ジョニー・B.グッド」を披露した際、それを聴いたマーヴィンが「新しい音楽を探していた」従兄弟のチャック・ベリーに電話してマーティの演奏を聴かせるシーンがある。これによってロック・アンド・ロールが誕生した、というタイムパラドックスを絡めたジョークである。なお、「ジョニー・B.グッド」がシングルとして発売されたのは作品の舞台から3年後の1958年である。
  - 曲中でヒートアップしたマーティが、チャック・ベリーのダックウォーク、ザ・ベンチャーズのクロマティック・ラン奏法（いわゆるテケテケ）やピート・タウンゼントのウインドミル奏法、ジミ・ヘンドリックスの背面弾き、エドワード・ヴァン・ヘイレンのライトハンド奏法、ステージに寝転がる（AC/DC）、アンプを蹴り倒す（ザ・フー）など、1955年以降に流行するロックの演奏スタイルを披露した結果、困惑したバンドメンバーや観客に向かって「みんなにはまだ早かった」「君たちの子供はきっと気に入る」と釈明するシーンがある。
  - なお、このシーンで使われているエレキギターのギブソン・ES-345（英語版）は、1955年当時はまだ発売されていなかった（発売は1959年）。当時のギブソンはエレキでもフルアコースティクのギターが多く、ギブソン・レスポールは1955年当時には既に発売されていたが、まだシングルコイルピックアップのものしか発売されてなかった。

## 作品解説

### ストーリー関連
（ストーリー順に列挙）
- 冒頭の時計がたくさん並んでいる場面は「タイム・マシン 80万年後の世界へ」のオマージュ。[要出典]
- ドクがマーティを呼び出したアーケードは「TWIN PINES MALL（二本松モール）」。当時その場所はドク曰く「見渡す限りの畑だった。地主のピーボディ老人は変わり者で松の木を栽培していた」。しかし、タイムスリップしたマーティがデロリアンで畑の松を1本轢き倒してしまったため、タイム・パラドックスによって帰還した未来では「LONE PINE MALL（一本松モール）」となっている。
- マーティが1955年にタイムスリップしてヒルバレーの町にやってきた際、映画館で上映されている映画は、1954年公開の『バファロウ平原（英語版）（Cattle Queen of Montana）』（ロナルド・レーガン、バーバラ・スタンウィック出演）。
- マーティはガソリンスタンドに入った車を複数の店員が清掃・点検する様子を興味深げに眺めていたが、これは1985年当時のアメリカではすでにセルフサービス式が一般的だったためである。
- マーティが喫茶店で飲み物を注文する際、「タブ（英語版）（Tab）」を「伝票」、「ペプシ・フリー」の「フリー（Free）」[注 3]を「無料」、「砂糖が入ってないやつ」を「ブラックコーヒー」と、店長にことごとく勘違いされてしまう。「タブ」の飲料は1963年発売で1955年には無く、「フリー」が「シュガーレス」を意味するという用法もまた、1955年には存在していなかったことを際立たせているシーンである。また、マーティが自動販売機で瓶詰のコーラを購入後に栓を開けられず、ジョージに開けてもらうシーンがあるが、これは1985年時点で瓶詰飲料の自動販売機は皆無だったことによるジェネレーションギャップを描いている。
- マーティが車にはねられるはずだったジョージを助けてロレインの家に運び込まれた際、彼女はマーティが履いていたパンツに書かれたブランド名を彼の名前だと思い込んで「カルバン・クライン」と呼ぶ。彼は自身の名前が「マーティ」であると言ったが、その後もロレインは「カルバン・マーティ・クライン」と誤解していた。これは、下着でさえ持ち物に名前を書くアメリカ人の習慣に由来するネタである。なお、カルバン・クライン社が設立されたのは1968年のことで、公開当時アメリカ国外ではあまり知名度がなかったため、この場面がヨーロッパ各国で翻訳された際には、イタリアやスペインでは「リーバイ・ストラウス」、フランスでは「ピエール・カルダン」にそれぞれ変えられた[40]。
- 当初のマクフライ家の車はシボレー・ノバだったが、過去から戻ってきた時にはBMW・7シリーズに変わっていた。
- タイムスリップに必要な電力は1.21ジゴワットと言っているが、これは共同脚本家のボブ・ゲイルのミスによるもの。本来「gigawatt（ギガワット）」と書くべきこの単語の綴りを、ボブは「jigowatt」だと信じ込んでおり、脚本にもそう書いてしまったという。小説版では正しく「ギガワット」になっている。21世紀に入って、コンピュータの分野を中心に「ギガ」という単位は広く知られているが、映画製作当時はそのような大きな単位への馴染みが一般には薄かったためである。
- 放射線防護服で宇宙人に紛したマーティがジョージの家に侵入し、アイワの携帯音楽プレーヤーを使い、ハードロックで拷問を加えるシーンで出てきたテープには、バンド名であるヴァン・ヘイレンではなくエドワード・ヴァン・ヘイレンと書かれている。これは、エドワード以外のメンバーがバンド名の使用を承諾しなかったためである。ただし、カセットテープのインデックスには「エドワード」の文字だけ小さく書かれているため、パッと見は「ヴァン・ヘイレン」と書かれているようにしか見えない。[要出典]
- マーティがヒルバレーでビフとその子分たちに車で追い回された際、マーティは子供が使用していた木製のキックスクーターを借りてハンドル部分を取り外し、スケートボードのように使用して追跡から逃れようとした。これはスケートボードの原型がキックスクーターのハンドルを取り外した物であるという説に則っている。[要出典]なお、スケートボードが本格的に流行し始めたのは1960年代以降である。
- マーティが魅惑の深海パーティーに赴くため借りた1955年当時のドクの車は、1948年式パッカード・カスタムエイト・ヴィクトリア。旧式だが当時のアメリカにおいて格の高かった最高級車の一つで、1985年当時のデロリアン共々、ドクの自動車への趣味的こだわりを示唆する。なおパッカードもデロリアンも経営破綻で消滅した自動車メーカーである。[要出典]

### ストーリー以外
- 2006年に『Looking Back At The Future』という関連作品が公開された。これは関係者のインタビューを集めたもの。[要出典]
- 「ジョニー・B.グッド」の演奏シーンでマーティは“ロ調で”と指示するが実際に演奏された調は変ロ調である。しかし運指はロ調で行われている。[要出典]
- マーティが未来へ帰る時計台のシーンでドクは85年のドクがスーツケースに入れていた“自分の”靴を履いている。[要出典]
- 30年前の世界との変化を表現するため、ロゴデザインが変更された会社と契約を結んだ。テキサコやペプシはその典型である。[要出典]
- 2007年に放送されたマイクロソフトのCMにBTTFをモチーフにした作品があり、クリストファー・ロイドが再びドク役をつとめていた。また、おなじみのパターンや、映画版と少し異なるデロリアンが登場している。[要出典]
- 2010年10月14日から、アメリカのSpike TVが同年10月19日夜に放送するスクリーム・アワード授賞式特番2010の"Special Tribute"として49歳のマイケル・J・フォックス本人がデロリアンに乗車するCMを放送していた[41]。このCMの内容は、25年前に劇場で公開された「パート1」の予告編の映像を再現したものである。[要出典]
- テレビ用にマーティの台詞「asshole or something?」の部分が「jerks or something?」に変えられたものも撮影され、テレビではこちらの台詞のカットが使用されている。また、エンディングには「To be continued」が加えられて、劇中のフッテージにエンディングロールが加えられ、『バック・イン・タイム』がフェードアウトすると同時にアンブリン社のロゴが出て終了するという編集がテレビ用に制作されている。日本国内ではこのバージョンのエンドを「思い出の復刻版」のテレビ吹き替えディスクで観ることができる。[要出典]

### 小説版
シリーズ3作ともノベライゼーションがあるが、パート1のものだけ50ページほど長く、下記のような映画版に無いシーンも多い。日本語版は新潮社から出版。
- マーティが遅刻するシーンはなく、ドクからの電話の時、ストリックランド教頭先生が電話の内容を盗み聞きしており私用の電話だったことからマーティを問いつめていると、持ってきてはいけないウォークマンが見つかり、居残りを命じられる。居残りの部屋ではウォークマンがストリックランド先生によって万力で締め付けられ壊される。その際、映写機のレンズ、マッチ、ガムを利用して煙を起こし、スプリンクラーを作動させ、誰かのスケボーを奪いオーディション会場に行く。
- ジョージはデール・カーネギーの『人を動かす』を読んで一念発起して明るく振る舞おうとしたが、その結果は初対面のビフからサブマリン・サンドウィッチを顔にぶつけられただけだった。さらに女の子たちの評価は「いけすかない男」から「偽善的でいけすかない男」に格下げされ、両親にすら不審に思われた(p220)。
- ジョージが小学校の頃、友人のビリー・ストックハウゼンがガキ大将に殴られた。カッとなったジョージはガキ大将の胸倉をつかみ殴ろうとしたが、殴ることができなかった。あのとき殴れていたらどうなっていただろうかと、35年もたった現在（1985年）までジョージはずっと考え続けていた(p47)。マーティの介入した1955年でビフに殴りかかるとき、この件が頭をよぎったのは言うまでもない(p289)。

## 続編
元々は第1作のみで完結するものとして製作されたが、1987年に本作がビデオソフト化された際に、ラストシーンに「TO BE CONTINUED…（つづく）」という劇場公開時にはなかったテロップが入れられた。このテロップの本意は「マーティ達登場人物の人生の旅（冒険）はこれからも続く」という意味のジョークであったが、これを見た人たちによる続編製作希望の問い合わせが殺到したため、急遽シリーズ化された。
マイケル・J・フォックスも、リリースされたビデオを初めて見た際にこのテロップを見て驚いた1人で、「エージェントに電話しようかと思った」と語っている。続編の製作が決まった際、当初は続編1作のみを製作する予定だった。しかし、監督のロバート・ゼメキスが共同脚本のボブ・ゲイルと構想を練るうちにいろいろといいアイデアが出てきたため、それを約2時間の枠に収めると内容が半減してしまうことから、さらに1作増やし結局3部作となった。

## 影響
第40代アメリカ合衆国大統領のロナルド・レーガンは1986年年頭の一般教書演説で、パート1のドクのラストのセリフを引用して次のように述べている。
さて、今夜、私はアメリカのより若い世代の皆さんに率直に申し上げたい。なぜなら、あなたがたこそ我々の合衆国の将来を担っているからです。（中略）
映画『バック・トゥ・ザ・フューチャー』で述べられているように、我々がこれから行こうとする場所には、道など必要ないのです。（"Where we're going, we don't need roads."）—ロナルド・レーガン、1986年一般教書演説

1985年、ホワイトハウスにて、左からナンシー・マッケオン、マイケル・J・フォックス、ナンシー・レーガン、ロナルド・レーガン。

1955年のドクに出会ったマーティが、「1985年のアメリカ合衆国大統領は（1955年当時は俳優であった）ロナルド・レーガンだ」と言ったのを、ドクが「俳優の？ じゃあ副大統領はジェリー・ルイスか？ ファーストレディはジェーン・ワイマンか?」などと馬鹿にして信じない場面がある（実際の副大統領はジョージ・H・W・ブッシュ、ファーストレディはナンシー・デイビス）。「レーガン批判」だという人もいたが、当のレーガンはこの場面をとても気に入り、この場面を巻き戻させたという。

## 映像ソフト

### VHS
コレクターズセット バック・トゥ・ザ・フューチャー トリロジー
1992年3月発売。
映会話クラブ 映画で学ぶ英会話シリーズ バック・トゥ・ザ・フューチャー
1999年発売。字幕の無い米国オリジナル版のVHSにセリフを完全対訳した脚本ブックが同梱。
1986年に製造された本作品の未開封ビデオソフト（VHS）が2022年にオークションに出品された。オークション会社によると、このビデオソフトは本作品でビフ役を演じたトーマス・F・ウィルソンが所有していたものでVHS規格が事実上廃止され、ソフトを視聴することが困難になったことや本シリーズが完結してから32年を迎えたのを機に手放すことを決断したとしている。このビデオソフトはニューヨーク在住の収集家が7万5千ドルで落札した。

### LD-BOX
コレクターズセット バック・トゥ・ザ・フューチャー トリロジー
1993年3月発売。全3作とメイキングビデオ『バック・トゥ・ザ・フューチャーの秘密』を加えた4枚組。

### DVD-BOX
バック・トゥ・ザ・フューチャー トリロジー・ボックスセット
2002年9月27日に初発売された、全3作を収録したデジパック仕様の3枚組DVD-BOX。パッケージ素材に虹色の光沢がついている（キラキラアウターケース）。初回限定生産。3部作の単品の同時発売も当初発表されていたが後に中止（しかし3部作の単品の発売自体は結局、後年になって実現する）。2003年にパッケージの光沢をなくして再発売される。
PART2、PART3の映像は、画角がオリジナルとは異なったものが収録されている。ただし希望者にはオリジナルの画角で収録されたディスクへの交換が発売元により行われている。
バック・トゥ・ザ・フューチャー 20th アニバーサリーBOX
2005年発売。それまでの3作品のDVD（※）に加え新たな特典ディスク1枚の4枚組デジパック仕様BOX。さらに特典として、「OUTATIME」のナンバープレートの復刻版、PART2ラストで1885年に飛ばされたドクからマーティに宛てた手紙のレプリカ、デロリアンのペーパークラフト、スペシャル・バージョンのキューブリック3体、ポストカード6枚等が同梱されている。
※各ディスク音声、特典映像に差異はないが、PART1に収録されていた字幕特典「秘密の扉」のアニメーテッド字幕を省略。またPART2、PART3の画角がオリジナルバージョンで収録されている。
バック・トゥ・ザ・フューチャー DVDコレクターズBOX
2008年発売。単品発売されている3作とアニバーサリーBOXの特典ディスクを収録した、トールケース3本・4枚組（特典ディスクはPART3のケース内）仕様のBOX。

### BD-BOX
バック・トゥ・ザ・フューチャー 25thアニバーサリー Blu-ray BOX
2010年10月26日（劇中で初めてタイムトラベルが行われた月日）発売。日本語吹き替え音声を通常のソフト版とテレビ朝日系列「日曜洋画劇場」放映版の2種類収録しているほか、エリック・ストルツ出演シーンなどの初出映像を含む特典映像を収録している。2010年内生産分のみブックレット封入、デジパック・キラキラアウターケース仕様。なお、このボックスは欧米や英国などでも発売されているが、どの国の物にも日本語吹き替え（2種）と日本語字幕が収録されており、再生するプレーヤーの地域（国）に合わせてメニュー画面の字幕設定の最上段がその国の文字になるよう作られている（ディスク内容は世界共通仕様になっている）。また、本来Blu-rayのリージョンコードが日本と異なる英国版でも、日本国内のプレーヤーで再生可能である（欧米は日本と共通のリージョンコード「A」であるが、英国は本来それと異なるリージョンコード「B」を使用している）。
Blu-ray BOXの全世界同時発売を記念し、前日の25日（現地時間）、ニューヨークにてプレミアイベントが開催され、マイケル・J・フォックス、クリストファー・ロイド、リー・トンプソン、ロバート・ゼメキス監督らが出席した。
バック・トゥ・ザ・フューチャー トリロジー 35th アニバーサリー・エディション　4K Ultra HD＋ブルーレイ
2020年10月21日に発売。UHDマスター制作にあたり、4K素材を基にブルーレイディスクのリマスターを実施。UHD＆ブルーレイのダブルデジパック、アウターケース仕様となっている。日本語吹き替え音声は、通常のソフト版（今回のみ金曜ロードSHOW!版と表記されている）とテレビ朝日系列「日曜洋画劇場」放映版の2種類に加え、宮川一朗太によるBSジャパン版を収録している。また、2015年発売の30周年記念版に収録された内容とともに、「ハリウッド博物館で振り返る『バック･トゥ･ザ･フューチャー』」「ミュージカルの舞台裏」「あり得た未来：貴重なオーディションテープ」「『バック･トゥ･ザ･フューチャー』の世界を検証」を収録。

### DVD、BD単品
DVD、Blu-ray共にボックス発売後、作品ごとの単品が発売されており、通常版や廉価版、各種キャンペーン適用品など、さまざまな形でリリースされている。

## テレビ放映履歴
- 原則、全国ネットの地上波放送分のみ記載。ただし、BSジャパン版を制作・放送したBSテレ東放送分は例外として記載。

| 回数   | テレビ局   | 番組名                      | 放送日         | 放送時間       | 吹替版       |
| ------ | ---------- | --------------------------- | -------------- | -------------- | ------------ |
| 初回   | テレビ朝日 | 日曜洋画劇場                | 1989年2月5日   | 21:02 - 23:19  | テレビ朝日版 |
| 2回目  | フジテレビ | ゴールデン洋画劇場          | 1990年4月7日   | 21:03 - 23:24  | フジテレビ版 |
| 3回目  | フジテレビ | ゴールデン洋画劇場          | 1992年3月8日   | 21:03 - 23:24  | フジテレビ版 |
| 4回目  | 日本テレビ | 金曜ロードショー            | 1993年4月2日   | 21:03 - 23:24  | テレビ朝日版 |
| 5回目  | 日本テレビ | 金曜ロードショー            | 1994年11月11日 | 21:03 - 23:24  | テレビ朝日版 |
| 6回目  | フジテレビ | ゴールデン洋画劇場          | 1997年9月20日  | 21:00 - 23:24  | フジテレビ版 |
| 7回目  | テレビ東京 | 木曜洋画劇場                | 1999年6月17日  | 21:02 - 22:54  | テレビ朝日版 |
| 8回目  | 日本テレビ | 金曜ロードショー            | 2001年9月14日  | 21:03 - 23:24  | テレビ朝日版 |
| 9回目  | 日本テレビ | 金曜ロードショー            | 2003年5月16日  | 21:03 - 23:19  | テレビ朝日版 |
| 10回目 | テレビ東京 | 木曜洋画劇場                | 2005年9月22日  | 21:30 - 23:24  | テレビ朝日版 |
| 11回目 | テレビ東京 | 午後のロードショー          | 2009年6月8日   | 13:30 - 15:30  | テレビ朝日版 |
| 12回目 | BSジャパン | シネマクラッシュ 金曜名画座 | 2014年8月8日   | 19:50 - 21:54  | BSジャパン版 |
| 13回目 | BSジャパン | シネマスペシャル            | 2014年11月9日  | 12:00 - 14:25  | BSジャパン版 |
| 14回目 | BSジャパン | シネマクラッシュ            | 2018年6月27日  | 19:40 - 21:54  | BSジャパン版 |
| 15回目 | BSテレ東   | 年忘れシネマSP              | 2019年12月30日 | 23:00 - 翌1:15 | BSジャパン版 |
| 16回目 | 日本テレビ | 金曜ロードSHOW!             | 2020年6月12日  | 21:00 - 22:54  | ソフト版     |
| 17回目 | フジテレビ | 土曜プレミアム              | 2022年7月2日   | 21:00 - 23:20  | ソフト版     |
| 18回目 | 日本テレビ | 金曜ロードショー            | 2025年2月7日   | 21:00 - 23:19  | 日本テレビ版 |
| 19回目 | テレビ東京 | 午後のロードショー          | 2025年8月19日  | 13:10 - 15:40  | BSジャパン版 |